# Geridong
Geridong (franska guéridon, egentligen ett personnamn) är ett litet bord eller en piedestal på hög fot som slutar i en plan skiva på vilken man kan placera exempelvis en blomkruka eller en kandelaber. Vanlig under senbarocken (cirka 1700-1750) i välbärgade hem. Benämningen liksom företeelsen anses ha sitt ursprung i en som rollfigur i komedier förekommande svart tjänare, Guéridon, med uppgift att hålla en ljusstake. Äldre geridonger har också ofta formen av en svart människa, skuren i till exempel ebenholts, med ljusbricka på huvudet. I Sverige har Burchardt Precht framställt praktfulla geridonger i skulpterat och förgyllt trä efter ritningar av Nicodemus Tessin d.y.

## Bilder

Geridong, Bordsskiva med vapensköld från 1600-talets slut.
Geridong med spiralben från 1600-talets slut, Hallwylska museet.
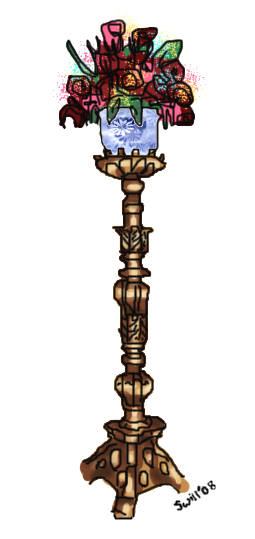
Geridong